# آکاسیای مونتانا
آکاکیا مونتانا (نام علمی: Acacia montana) نام یک گونه از سرده آکاسیا است.